# Atsushi Matsuura (fotbollsspelare född 1981)
Atsushi Matsuura (松浦 敦史 Matsuura Atsushi?), född 28 december 1981 i Aichi prefektur, är en japansk före detta fotbollsspelare.
Matsuura började sin karriär 2005 i Tokushima Vortis. Han avslutade karriären 2006.